# Chofetz Chaim
El libro Chofetz Chaim (en hebreo: ספר חפץ חיים) es la obra maestra del Rabino Israel Meir Kegan, también conocido como Chofetz Chaim. El libro trata sobre la ética judía y las leyes sobre el habla y el lenguaje. Esta obra se considera una fuente autorizada sobre el tema.

## Resumen del libro

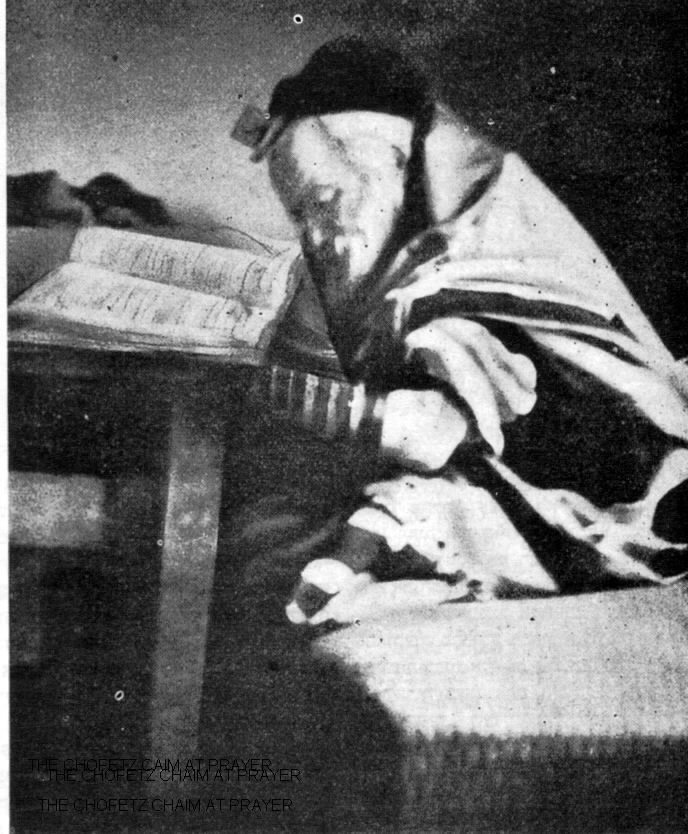
Imagen del autor de la obra, el Rabino Israel Meir Kegan.

El tema del libro son las leyes que tratan acerca del uso de un lenguaje apropiado. El Rabino Kegan ofrece varias citas tomadas de fuentes confiables como la Torá, el Talmud, y los Rishonim (los primeros comentaristas), que tratan sobre la prohibición del chismorreo y la difamación de los demás en la ley judía. En el judaísmo el concepto de lashón hará significa hablar mal, chismear, calumniar y difamar a alguien).
Lashón hará se traduce a veces como calumnia, aunque también se refiere a la prohibición de decir cosas malas y desagradables sobre una persona, esta última prohibición es aplicable, tanto en el caso de que la persona que está hablando realice afirmaciones ciertas, como en el caso de que la persona que calumnia esté diciendo falsedades.

## Estructura de la obra
El libro está dividido en tres partes:
- Mekor Chayim; el texto legal.
- Beer Mayim Chayim; las notas a pie de página y el argumento legal.
- Shemirat Ha-Lashón; es un tratado ético sobre el uso correcto del lenguaje.

## Sobre el autor
El Rabino Israel Meir Kagan es comúnmente conocido como el Chofetz Chaim, el nombre de su famosa obra sobre el uso adecuado del lenguaje. El Rabino nació en Zhetel, en Polonia, el 6 de febrero de 1838. A medida que su reputación fue creciendo, estudiantes de toda Europa acudieron en masa con él, y para el año 1869 su casa fue conocida como la Yeshivá de Radun. El Chofetz Chaim publicó 21 libros. Su primera obra fue el libro Chofetz Chaim (1873), esta obra fue el primer intento de organizar y aclarar las leyes relativas al Lashón hará. Otras obras notables incluyen el texto Shemirat HaLashón, un trabajo ético sobre la importancia de usar el lenguaje de una manera adecuada, y la Mishna Berura, una obra escrita entre los años 1894 y 1907, este libro es un comentario sobre el Orach Chayim, la primera sección del Shulján Aruj, un libro que ha sido aceptado universalmente por los judíos asquenazíes como una fuente autorizada de la Halajá (la Ley judía).